# Crimzon Clover
『Crimzon Clover』（クリムゾンクローバー）とは、同人サークル「四ツ羽根」が製作し、2010年に開かれたコミックマーケット79で配布した縦スクロールシューティングゲーム。2013年にはNESiCAxLive対応のアーケードゲーム『Crimzon Clover for NESiCAxLive』が4月25日に稼働開始した。また、拡張版である『Crimzon Clover WORLD IGNITION』（クリムゾンクローバー ワールドイグニッション）が2014年6月4日にSteamで、同年6月6日にはGOG.comでそれぞれ配信、2020年10月29日にはデジカよりNintendo Switch版『Crimzon Clover - World EXplosion』が発売された。

## 概要
本作は爽快感を重視した弾幕系シューティングゲームであり、普通の難易度のモードから、無制限のアンリミテッドモードなどがある。
攻撃は連射力に優れたショットと、画面内の敵全体をサーチするロックオンレーザーの2つである。
攻撃によって特殊ゲージを溜めることができ、消費することでボムの発動と、最大状態で攻撃力強化に加え得点レートが倍になる「ブレイクモード」が使用可能。また、ブレイクモード発動中にさらにゲージを溜めることで、さらに効果を倍にする「ダブルブレイクモード」を重ねて発動することが可能。
使用可能な自機はスタンダードな1号機（ロックオン：ホーミングレーザー）、オプションの配置を自由固定可能な2号機（ホーミングミサイル）、速度が高く前方特化の3号機（ビットレーザー）の3種類。これに加え隠し機体のTYPE-Zの計4種類が存在する。
なお、クレジット（残機）は事前にゲーム内のショップで購入する必要があるため、初回プレイ時はコンティニューが使えない仕組みとなっている。

## 沿革
- Ver.0.10：全1面。
- Ver.0.20：全3面。（ただし3面ボスは未完成）また、これとは別に全1面のアンリミテッドモードが実装された。
- Ver.0.30：コミックマーケット78にて配布されたバージョンで、ダブルブレイクモード実装された。
- Ver.1.00：コミックマーケット79にて配布され、とらのあなといった同人ショップで販売されたバージョン。ステージが5つになった。
- Ver.1.01：Ver.1.00公開後にアップデートされたバージョン。バグ修正やWORLD IGNITION式の点数計算、リプレイ等が追加された。

## NESiCAxLive版
冒険企画局から2013年4月25日に追加・変更点を加えたNESiCAxLive版の配信タイトルとして稼働開始。

### 変更点
- データの保存はICカード「NESiCA」を使用して行う。使用するとクリアもしくはゲームオーバー時のスコアも記録される。オンラインランキングにも対応し、世界中のプレイヤーと競い合うこともできる。
- モードは4種類「BOOST」「ORIGINAL」「UNLIMITED」「TIME ATTACK」から選択可能。

ORIGINALは同人版と比べて難易度が上昇している。
UNLIMITEDは同人版に比べてロックオン攻撃が足りない状態でも弾消しが部分的に発生し、ロック数が多いと弾消し範囲が広くなる。
BOOSTはSIMPLEと同じく難易度が可変するが、ブレイクモードが発動可能(ゲージがMAXまで溜まると自動発動)。
TIME ATTACKは専用のステージで3分以内に得点を競い合う。
- 2人同時プレイ可能。スコアやブレイクゲージは共有。片方のプレイヤーがブレイクモードを発動するともう片方もリンクして発動可能に。タッグプレイのスコアランキングも表示される。
- 新機体「TYPE-III」追加。それに加えて隠し機体の解禁条件が同人版より異なる(#概要も参照)。
- 同人版に比べてショットのパワーアップアイテムは無し。最初からフルパワーで始めることができる。
- エクステンドは点数から星の形をした得点アイテムに変更され、一定数集めることで1UPする(初期設定・10万、25万、45万、70万)。
- ゲーム開始時にボタン配置を設定できるキーコンフィグを追加。
- ボス撃破時のエクステンドアイテムが廃止された(ただし残機が0の状態に限り、中ボス撃破時に1UPアイテムが出現するように変更)。
- ボム発動時の必要ゲージ量が同人版に比べて少なくなった。

発動する毎に必要なゲージ量が増加していく。自機がミス、ボス撃破時に出現するリカバーアイテム取得で減少、星アイテム大量に獲得するとわずかに減少する。
- 同人版に比べてブレイクモード発動時の無敵時間、持続時間が短くなった。

## 評価
4Gamer.netのgingerは自身のコラムの中で、「弾幕とアイテムが画面を埋め尽くすようにたくさん出てくるため、最初は何が起きているのかわかりにくいが、慣れてくるとこの爽快感に病みつきになる。」と述べ、シューティングゲームのファンに向いていると評した。
Hardcore GamerはWORLD IGNITIONを5点満点中4点とし、WORLD IGNITIONについて悪いところがあまり見当たらない。そのゲームのあら捜しをしようとしてもできない。あるとするならば、それはゲームそのものではなく、ジャンルの問題だ。」とほめたたえた。
Destructoidはケイブの弾幕系シューティングゲームと似ていると評した。